# TOE1
TOE1‏ (Target of EGR1, exonuclease) هوَ بروتين يُشَفر بواسطة جين TOE1 في الإنسان.